# ART 2012
La ART 2012, también denominada ART GP12, es una motocicleta de competición creada por Aprilia Racing Technology, o ART, la división de la compañía Aprilia dedicada a la competición en la categoría de MotoGP bajo las reglas Claiming Rule Team.

## Características
La ART 2012 es una motocicleta con un chasis doble viga de aluminio, equipada con un motor V4 a 65º instalado longitudinalmente, de cuatro tiempos, con refrigeración líquida, distribución con doble árbol de levas y cuatro válvulas por cilindro. Sus características y aspecto son muy similares a la motocicleta que emplea Aprilia en el Campeonato Mundial de Superbikes, la Aprilia RSV4, derivada de un modelo de serie.
En la temporada 2012 de MotoGP ha sido empleada por tres equipos, el Aspar Team con dos pilotos (Randy de Puniet y Aleix Espargaró), el Speed Master (Mattia Pasini) y el Paul Bird Motorsports (James Ellison).